# Un chat bien né
Ne doit pas être confondu avec Les Aristochats.
Pour plus de détails, voir Fiche technique et Distribution.
Un chat bien né (The Aristo-Cat) est un cartoon américain réalisé par Chuck Jones mettant en scène pour la première fois le duo des souris Hubie et Bertie, sorti en 1943.

## Fiche technique
- Réalisateur : Chuck Jones
- Producteur : Leon Schlesinger
- Distribution : 1943 : Warner Bros. Pictures
- Format : 1,37 :1, son mono
- Musique : Carl W. Stalling
- Montage : Treg Brown (non crédité)
- Langue : Anglais

## Animateur
- Rudy Larriva : chargé d'animation
- Robert Cannon : chargé d'animation (non crédité)
- Ken Harris : chargé d'animation (non crédité)
- Gene Fleury : décor (non crédité)
- Bernyce Polifka : décor (non crédité)

## Orchestration
- Carl W. Stalling : directeur musical
- Milt Franklyn : chef d'orchestre (non crédité)